# Milena Trendafilova
Milena Grigorova Trendafilova –en búlgaro, Милена Григорова Трендафилова– (Varna, 3 de mayo de 1970) es una deportista búlgara que compitió en halterofilia.
Ganó ocho medallas en el Campeonato Mundial de Halterofilia entre los años 1988 y 1999, y once medallas en el Campeonato Europeo de Halterofilia entre los años 1988 y 2003.
Participó en dos Juegos Olímpicos de Verano, ocupando el cuarto lugar en Sídney 2000 y el sexto en Atenas 2004, en la categoría de 69 kg.

## Palmarés internacional
| Campeonato Mundial | Campeonato Mundial              | Campeonato Mundial | Campeonato Mundial |
| Año                | Lugar                           | Medalla            | Categoría          |
| ------------------ | ------------------------------- | ------------------ | ------------------ |
| 1988               | Yakarta (Indonesia)             | Medalla de plata   | 75 kg              |
| 1989               | Mánchester (Reino Unido)        | Medalla de oro     | 75 kg              |
| 1990               | Sarajevo (Yugoslavia)           | Medalla de oro     | 75 kg              |
| 1991               | Donaueschingen (Alemania)       | Medalla de plata   | 75 kg              |
| 1992               | Varna (Bulgaria)                | Medalla de plata   | 67,5 kg            |
| 1993               | Melbourne (Australia)           | Medalla de oro     | 70 kg              |
| 1995               | Cantón (China)                  | Medalla de bronce  | 70 kg              |
| 1999               | Atenas (Grecia)                 | Medalla de plata   | 69 kg              |
| Campeonato Europeo |                                 |                    |                    |
| Año                | Lugar                           | Medalla            | Categoría          |
| 1988               | San Marino (San Marino)         | Medalla de oro     | 75 kg              |
| 1989               | Mánchester (Reino Unido)        | Medalla de oro     | 75 kg              |
| 1990               | Santa Cruz de Tenerife (España) | Medalla de oro     | 67,5 kg            |
| 1991               | Varna (Bulgaria)                | Medalla de oro     | 75 kg              |
| 1992               | Loures (Portugal)               | Medalla de oro     | 67,5 kg            |
| 1993               | Valencia (España)               | Medalla de oro     | 70 kg              |
| 1994               | Roma (Italia)                   | Medalla de oro     | 70 kg              |
| 1999               | La Coruña (España)              | Medalla de oro     | 69 kg              |
| 2000               | Sofía (Bulgaria)                | Medalla de oro     | 69 kg              |
| 2001               | Trenčín (Eslovaquia)            | Medalla de plata   | 69 kg              |
| 2003               | Lutraki (Grecia)                | Medalla de plata   | 69 kg              |